# 道央
道央（どうおう）とは、北海道の地域区分の1つであり、その主要部を指す言葉。

## 範囲

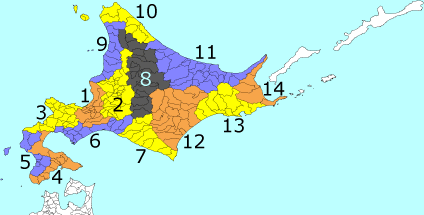
旧支庁の管轄区分。

明確な定義づけはないが、以下の地域が道央とされる場合がある。
- 後志総合振興局（図の3番）
- 石狩振興局（図の1番）
- 空知総合振興局（図の2番にほぼ相当）
- 胆振総合振興局（図の6番）
- 日高振興局（図の7番）

例えば、北海道庁による「地域生活経済圏」では、札幌市の小売商圏の札幌経済圏とされる石狩・空知・後志・胆振・日高の5支庁を「道央圏」としており、市場規模は約340万人に及ぶ。経済圏の詳細は札幌経済圏を参照。また札幌地方裁判所の管轄区域は、石狩振興局・日高振興局・空知総合振興局・胆振総合振興局・後志総合振興局（ただし寿都郡寿都町、黒松内町、島牧郡島牧村を除く）となっている。
しかし以下に見るように、胆振総合振興局、日高振興局は道央ではなく道南に分類される場合がある。
逆に上川総合振興局（特に旭川・富良野地域）や留萌振興局（留萌地域）、さらには十勝総合振興局（帯広地域）までも道央に含められる場合がある。
例えば胆振管内の室蘭市に本社を置く道南バスの主な営業地域は胆振・日高管内であり、また国土交通省「川の防災情報」は、胆振・日高とともに後志も道南として扱っている。これと似た事例で、旭川市に本社を置き社名に道央を冠する企業も存在する。国土交通省の地価公示では、上川総合振興局の塩狩峠以南を、独立行政法人農業・食品産業技術総合研究機構でも同様に、上川盆地や富良野盆地など上川管内南部を道央（道央水田地帯）の一部としている。さらに農林水産省の地方組織である北海道農政事務所では上川総合振興局・留萌振興局全域を道央に含めている。観光業界ではまた特異な地域区分も見られ、上川管内南部の富良野地区を道央に含めたもの、さらに旭川地区をも含めたもの、さらには上川管内のほか十勝総合振興局管内まで道央に含めたものまである。一方「道央」を地図上の北海道中央部である上川・空知管内に置き、胆振・日高のほか後志・石狩まで道南に含める道外観光業界もある。

## 人口・面積
道央の面積は北海道全体の2割強にすぎないが、人口は北海道全体の6割あまりに及ぶ。
| 人口     | 3,403,142 人  |
| 面積     | 22,146.85 km2 |
| 人口密度 | 153.66 人/km2 |